# バロック音楽
バロック音楽（バロックおんがく）は、ヨーロッパにおける17世紀初頭から18世紀半ばまでの音楽の総称である。この時代はルネサンス音楽と古典派音楽の間に位置する。絶対王政の時代とほぼ重なる。

## 語源
バロック（仏英: baroque）という語はポルトガル語 barocco （いびつな真珠）が由来であるとされ、過剰な装飾を持つ建築を批判するための用語として18世紀に登場した。転じて、17世紀から18世紀までの芸術一般における、ある種の様式を指す語として定着した。
音楽史的な観点から「バロック音楽」に組織的に言及したのは、ドイツの音楽学者クルト・ザックス（1888年 - 1959年）である。彼の1919年の論文 "Barockmusik" によれば、バロック音楽は「彫刻や絵画等と同じように速度や強弱、音色などに対比があり、劇的な感情の表出を特徴とした音楽」と定義される。
しかし、17世紀から18世紀にかけての音楽には、地方や時期によって様々なスタイルのものがあるため、バロック音楽の特徴を簡略に総括する事は難しい。たとえば、フランスでは、フランス音楽史にバロック音楽は存在しない、と主張し、この時期の音楽を「古典フランス音楽」(la musique française classique)と呼ぶ者もいる。ノルベール・デュフォルク Norbert Dufourcq は1961年の論文 "Terminologia organistica" の中で、17世紀前半のフランス芸術は古典主義に席捲されているため、ドイツ音楽史学で広く用いられる「バロック」の語は、フランスの音楽や文化に当てはめる事ができない、と述べている。
今では「バロック音楽」の用語は、音楽様式・時代様式だけでなく、むしろ、音楽史上の年代を指すものとしても広く受け入れられている。

## 年代別概観
以下では年代を追ってバロック音楽の変遷を記述する。それぞれの年代、地域に特徴的な潮流を説明するにあたって、その時代や地域の代表的な音楽家の活動を通して説明を試みている。これらの音楽家はある種の典型例の一つに過ぎず、実際は他の多くの音楽家やパトロン等によって形作られていた音楽環境がそれぞれの地域・時代の音楽の潮流を重層的かつ多様性のあるものとして作り出していた事に注意しなければならない。より詳しくはバロック音楽の作曲家一覧などから個々の作曲家の記事などを参照されたい。

### 初期バロック
1600年以前のルネサンス音楽では、多くの音楽作品は対位法にのっとって作曲されており、声部の模倣や不協和音の利用法に多くの制限があった。これに対して、北イタリアのマドリガーレ作曲家たちは、詩の内容や詩に現れる個々の語の感情 affetto を音楽的に表現する手段を探求していた。また、フィレンツェのカメラータでは、古代ギリシアの音楽悲劇の復興の観点から、感情と結びついた音楽表現を探求した。これらはそれぞれ違う動機を持ってはいたものの、音楽における感情の劇的な表現という観点を共有しており、それぞれルネサンス音楽の作曲法の枠を打ち破ろうとしていた。
このような運動を推し進めたマドリガーレ作曲家としてはクラウディオ・モンテヴェルディ（1567年 - 1643年）が有名である。彼はしばしば作中で「予備のない不協和音」を用いたが、この事に対するジョヴァンニ・マリア・アルトゥージの批判に応えて、モンテヴェルディはルネサンスの規範による旧来の作曲法を「第一作法」(prima pratica)、それに対し、彼自身を含め新たな技法によって劇的な音楽の表出を目指す作曲法を「第二作法」(seconda pratica) と呼んで、後者を擁護した。
ルネサンス音楽において声楽は3声部以上を持つものが主流であったが、カメラータでは劇中の音楽として、劇の登場人物が1人で歌唱する作品の形式を発案した。これをモノディー形式と呼ぶ。カメラータの音楽劇の最初のまとまった試みは1598年にヤーコポ・ペーリ（1561年 - 1633年）を中心として行われた音楽劇「ダフネ」の上演であり、これを以てオペラの誕生とする意見もある。モノディー形式の例として今日最も有名なのは、ジュリオ・カッチーニ（1545年頃 - 1618年）の Le nuove musiche（「新音楽」、1601年）である。「新音楽」の作品は、歌手の歌うメロディーと伴奏用の低音パートの2声部に加えて、低音パートに数字を添えて記譜されている。数字は低音の上に奏すべき和音を示しており、これはいわゆる通奏低音の原型とも言うべきものである。モノディー歌曲は、ストロペ（同じ旋律の歌詞を変えての繰り返し）を持たない通作形式であり、レチタティーボの先駆でもある。
これらの潮流は孤立して存在していたのではなく、互いに影響を及ぼしあい、また宗教音楽やオルガン・チェンバロ用の鍵盤音楽、またリュートの音楽など他のジャンルにも大きな影響を及ぼした。バロック時代を通して見られる半音階の使用や比較的自由な不協和音の使用もこの時期に一般的となった。
ヴェネツィアでは都市の繁栄に裏付けられた富裕層がいたが、これらの市民のためのオペラ劇場が17世紀中ごろまでに相次いで建てられ、オペラが大流行する事になる。この時期のヴェネツィア風のオペラとしてはモンテヴェルディやその弟子のフランチェスコ・カヴァッリ（1602年 - 1676年）によるものが有名である。これらの作品では、カメラータの音楽劇とは違って、レチタティーヴォとアリア、および器楽のリトルネロによってオペラを構成する形式へと変化しつつあった。また、これらのオペラや各種の祝祭における器楽の需要によってヴェネツィアでは器楽も発達した。ヴェネツィアではルネサンス末期、ジョヴァンニ・ガブリエリ（1554年頃 - 1612年）らによって、コンチェルタート形式の器楽が発達していた。オペラのリトルネッロではガブリエリ以来の器楽技法を受け継いでいたが、それとは別に、ダリオ・カステッロ（？ - 1630年頃）ら器楽のヴィルトゥオーゾたちによって、旋律楽器の独奏あるいは二重奏と通奏低音による（単一楽章形式の）ソナタが作られた。
同じ頃、ローマでも教皇庁やそこに集まってくる貴族や外国人の邸宅などを中心として音楽活動が盛んに行われていた。これら貴族の邸宅での音楽実践の中で、レチタティーボとアリアの形式を取り入れた室内カンタータが発生していった。また、教皇庁や教会では通常の典礼のためのミサ曲などが作られ続けた一方、祈祷所での宗教的修養が盛んに行われており、その一環として宗教的な題材の詩にカンタータ形式の音楽を付けたオラトリオが演奏されるようになった。初期のカンタータやオラトリオの作曲家としてはジャコモ・カリッシミ（1605年 - 1674年）が重要である。ローマでも器楽は盛んであり、オルガニストのジローラモ・フレスコバルディ（1583年 - 1643年）などが人気を博していた。
フランスではリュートの作曲と研究が隆盛を極めた。ゴーティエ一族（エヌモン・ゴーティエ（1575年? - 1651年）、ドニ・ゴーティエ（1603年 - 1672年））を筆頭とするリュート奏者たちは、様々な調弦法を試みた末、ニ短調調弦の新しいリュート（バロックリュート）を確立させた。
オーストリアや南ドイツの諸侯や都市は16世紀後半からイタリアの音楽家を招聘したり、若い音楽家をイタリアに派遣し勉強させたりした。この時期にイタリアに音楽を学びに行った音楽家の中で今日特に有名なのはハインリヒ・シュッツ（1585年 - 1672年）である。ヴェネツィアに2度遊学し、ジョヴァンニ・ガブリエリとクラウディオ・モンテヴェルディに師事した。音楽人生のほとんどをドレスデンの宮廷楽長として過ごした彼は、イタリアで作られたオペラやカンタータ、器楽等に用いられる様式を踏襲しつつ、イタリアの最新の流行を追うというよりは、独自の音楽表現を作り出していったようである。彼のドイツ語の聖書物語に基づく作品はルター派の地域に広く受け入れられ、いわゆるドイツ風の音楽のひとつの基盤が作られたといえる。
一方、北ドイツではヤン・ピーテルスゾーン・スウェーリンク（1562年 - 1621年）の弟子たちによる北ドイツ・オルガン楽派があり、これもドイツ風の音楽を考えるときには欠かせない要素である。またミヒャエル・プレトリウス (1571年 - 1621年）は、ルター派独特のコラール音楽を多彩に発展させた。このように、プロテスタント・ルター派文化の素地の上にイタリアの音楽の形式が輸入されたことで、ルター派の盛んな北部ドイツを中心として独自のバロック音楽の形式が作られることとなる。

### 中期バロック
17世紀前半にイタリアで興った新しい音楽の流れ、特にオペラの発生と通奏低音の使用は、直接にせよ間接にせよ、他のヨーロッパの国々に影響を与えていくことになる。
フランスでは、17世紀前半まで宮廷バレエ（ballet de cour）やエール・ド・クール（リュート伴奏による世俗歌曲）など比較的独自の音楽文化を持っていた。1650年頃に、イタリア出身のマザラン卿がイタリアのオペラを紹介した事などで、イタリア風の音楽が流入した。
ルイ14世の宮廷では1670年頃まで依然として宮廷バレエが盛んであった。イタリアから招かれたジャン＝バティスト・リュリ（1632年 - 1687年）は、ルイ14世の宮廷で多くのバレエ音楽、コメディ＝バレを作った。やがてフランスでイタリア風オペラが流行するが、リュリはイタリア風のレチタティーヴォやアリアはフランス語の音素と相いれないものであるとして、フランス独自のオペラのジャンル、叙情悲劇（tragédie lyrique）を打ち立てた。この叙情悲劇は、歌手の歌うレシ（récit）と舞曲から構成されていた。レシはレチタティーヴォをフランス語の発音にあうように改変したものであり、舞曲は宮廷バレエから引き継がれたものである。リュリがルイ14世の宮廷で圧倒的な影響力を誇っていた事もあって、結果的にリュリの作品群によってその後のフランスにおけるバロック音楽の独自の形式が確立される事となった。
この時期のフランスではリュリの他にもマルカントワーヌ・シャルパンティエ（1643年 - 1704年）がモテ（motet）や劇音楽、室内楽の分野で活躍した他、マラン・マレ（1656年 - 1728年）などのヴィオール奏者や、クラヴサン奏者たちが、器楽独奏による組曲の形式で多くの優れた作品を残した。
オーストリアや南ドイツでは、前時代に引き続いてより直接的にイタリアの音楽の輸入が行われた。ウィーン宮廷はヴェネツィアから大勢の音楽家を招いてイタリア系音楽が盛んであり、イタリアでカリッシミやフレスコバルディに学んだヨハン・ヤーコプ・フローベルガー（1616年 - 1667年）、ヨハン・カスパール・ケルル（1627年 - 1693年）といったドイツ人の音楽家も活躍しはじめた。ヨハン・パッヘルベル（1653年 - 1706年）はウィーンで学んだのちドイツ中部～南部のルター派圏で活躍した。彼らによってもたらされたオラトリオや教会カンタータといったイタリア教会音楽の新様式が、ルター派のドイツ語テクストにも適用されてドイツ独自の発展を遂げた。
北ドイツ・オルガン楽派の流れを引き継ぐ中期バロックの音楽家としてはディートリヒ・ブクステフーデ（1637年頃 - 1707年）がいた。この時期の北ドイツのオルガン楽派はその高度なテクニック、特に巧みにペダル鍵盤を操ることで知られる。ブクステフーデのオルガン用のコラール前奏曲や、ドイツ語カンタータはこの時期のドイツのバロック音楽の一つの典型的な作品であるといえる。パッセージの作り方で北ドイツ・オルガン楽派の方法を引き継いでいる一方で、チャコーナ、パッサカリアといった形式をしばしば使用しており、ブクステフーデ自身はイタリアで学んだ事はなかったが、楽曲の形式などではイタリア風の音楽の影響が見られる。
イギリスでは、16世紀末頃から17世紀前半まではリュートの伴奏による独唱曲（リュートエア lute ayre）や、ヴィオール族のためのヴァイオル・コンソートの音楽などがジョン・ダウランド（1563年 - 1626年）やウィリアム・ローズ（1602年 - 1645年）らによって作られた。はじめはルネサンス時代のイギリス音楽の特徴を残した独特の音楽を持っていたが、リュートエアに関しては、イタリアのモノディー様式やレチタティチーヴォ、アリアの影響を次第に受けるようになる。バロック中期にイギリスで活躍した作曲家としてはヘンリー・パーセル（1659年 - 1695年）があげられる。パーセルの時代にはイギリスにはリュリ式のフランス風の音楽が輸入され始めていた。パーセルは、歌曲の分野ではイタリアモノディーの影響を受けた作品を残した一方で、劇音楽の分野では、フランス風序曲やフランス風の舞曲を使用しており、フランス音楽の影響も強く見られる。しかしながら、パーセルの音楽は、イタリア音楽やフランス音楽の模倣というよりはむしろそれらを取り入れた独自の形式であったと評価されている。
このころ、イタリアではアルカンジェロ・コレッリ（1653年 - 1713年）が新たな形式の音楽を作り出していた。彼の新たな作曲法はトリオソナタやヴァイオリンソナタに典型的に現れている。彼の音楽はルネサンス的な対位法から完全に離れて、機能和声的な観点から各声部を緻密に書き込むといったものであり、それに従って、通奏低音パートに書き込まれるバスの数字も、初期バロックの作品とは異なり、細部に渡って詳細に書き記されている。結果として、曲想は初期バロックのそれよりも抑制され、均整のとれたものとなっている。コレッリのトリオソナタやヴァイオリンソナタは、1681年から1700年に相次いで出版されるや否や全ヨーロッパで人気を博し、瞬く間にこの「コレッリ様式」が普及する事となる。また、合奏協奏曲の形式が作られたのもこの時期であり、コレッリも合奏協奏曲を残している。
フランソワ・クープラン（1668年 - 1733年）はフランスにおけるコレッリ様式の擁護者のひとりであり、多くのトリオソナタを残している。彼はフランス風の音楽とイタリア風（コレッリ風）の音楽を融合させることを試みており、「コレッリ賛」（L'Apothéose de Corelli）と名付けられたトリオソナタを曲集「趣味の融合」（Les goûts-réünis）（1724年）の中に収録している。また、その次の年に出版された「リュリ賛」（Apothéose ... de l'incomparable Monsieur de Lully, 1725年）は、それぞれの曲にリュリにまつわる表題が付けられており、パルナッソス山に登ったリュリが、コレッリとともにヴァイオリンを奏でる、といった筋書きが設定されている。
イタリアのオペラやカンタータ、オラトリオの分野ではアレッサンドロ・スカルラッティ（1660年 - 1725年）に言及せねばならない。彼のオペラは生前からとても人気があったが、音楽史的な観点から重要なのはその形式上の変化である。スカルラッティのオペラでは様々な点でより古典期以降のオペラに近づいている。この事はたとえば、三部形式のダ・カーポアリアの使用や、器楽におけるホルンの利用などから知ることができる。
このように、中期バロックの時代には、初期バロックに見られた極端なものや奇異なるものから、より緻密に作られた均整のとれたものへと趣味が変化していった他、楽器に関しても、弦楽器ではヴァイオリン族、管楽器ではフルート、オーボエといった現代のオーケストラで用いられる楽器の直接の祖先が定着し始めていた事から、「バロック的」なものから古典主義的なもの、あるいは古典派音楽への遷移の始まりであったとみなす事もできる。

### 後期バロック
イタリアの後期バロックにおいて今日最も有名なのはアントニオ・ヴィヴァルディ（1678年 - 1741年）だろう。彼の作曲活動はオペラやオラトリオを含む多くのジャンルにわたっていたが、特に協奏曲に彼の独自性が現れている。ヴィヴァルディの協奏曲では、トゥッティ（全奏、tutti）部分とソロ部分の対比が合奏協奏曲よりも明確となり、独奏楽器の技術を誇示するような傾向がより強まっている。ヴィヴァルディによって急-緩-急の3楽章形式の協奏曲形式が確立され、この形式は以降古典派、ロマン派にまで受け継がれていくことになる。
この時期のイタリアの作曲家たち、たとえばドメニコ・スカルラッティ（1685年 - 1757年）、ジョヴァンニ・バッティスタ・サンマルティーニ（1698年 - 1775年）、ジョヴァンニ・バッティスタ・ペルゴレージ（1710年 - 1736年）、ドメニコ・アルベルティ（1710年頃 - 1740年）などは、年代的には「後期バロック」に位置しながら、作曲技法においては既に古典派音楽の特色を多く有しており、この時期のイタリア半島の音楽はすでに古典派に移行しつつあったといえる。
フランスではジャン＝フィリップ・ラモー（1683年 - 1764年）がフランス風のオペラの伝統を継承し、いくつかのオペラ＝バレ opéra-ballet や音楽悲劇 tragédie en musique を残した。ラモーはクラヴサン音楽の分野でも重要な足跡を残している。オペラにおけるレシの様式はほぼ完全にリュリ以来の形式に則しており、クラヴサン音楽においても形式上はフランス風音楽の伝統の上に立っているが、オペラにおける序曲等の器楽やクラヴサン音楽にはギャラント様式や古典派の先駆と見られるような特色も数多く現れる。理論家としても有名で、機能和声についての最初の体系的な理論書を残した事で知られる。
ドイツでは、中期バロック期に作られたドイツ風の音楽に加えて、イタリアやフランスの新しい音楽の潮流がどん欲に取り入れられ、「趣味の融合」が本格的に行われていく事になる。そのような潮流を代表しているのがゲオルク・フィリップ・テレマン（1681年 - 1767年）である。彼はこの時期のドイツにおいて最も評価の高かった作曲家であり、多作な事でも知られる。テレマンは、イタリア、フランスの最新の様式を取り入れ、音楽監督を務めたハンブルクで上演されるオペラを作曲したほか、器楽の分野ではトリオソナタ、協奏曲、フランス風管弦楽組曲など幅広い種類の音楽を作曲し、教会カンタータやオラトリオも多数残している。ヨハン・アドルフ・ハッセ（1699年－1783年）は、18世紀中頃において最も人気があり成功したオペラ作家の一人で、ヨーロッパ各地で120曲以上のオペラを作曲し、詩人ピエトロ・メタスタージオ（1698年－1782年）と共にオペラ・セリアの確立に寄与した。ドイツ人のオペラ作曲家としては、フリードリヒ大王の宮廷楽長を務めていたカール・ハインリヒ・グラウン（1704年 - 1759年）も重要な存在である。バロック期を通じてヨーロッパで人気の有ったリュートは、この時期他国では急速に需要が衰えたが、ドイツではシルヴィウス・レオポルト・ヴァイス（1687年 - 1750年）が、楽器開発・作曲技法の両面でバロックリュートを完成させ、有終の美を飾った。ヨハン・ゼバスティアン・バッハ（1685年 - 1750年）は、当時傑出したオルガニストとして知られ、オルガンやチェンバロのための作品の他、多数の教会カンタータ、室内楽等を残したもののオペラは全く作曲しなかった。彼もまたテレマンと同様、当時のヨーロッパで流行していた様式に則った音楽を作ったが、その対位法への傾倒は同時代人からは反時代的なものとして評価されていた。19世紀におけるバッハの再評価以来、バッハはバロック時代を代表する音楽家と考えられてきたが、それまでのバロック音楽をバッハ中心の視点で捉えることは必ずしも適切とはいえない。
イギリスでは植民地経営によって経済的に潤うと多くの富裕市民があらわれ、18世紀には市民の間でオペラの人気が非常に高まった。ゲオルク・フリードリヒ・ヘンデル（1685年 - 1759年）はイギリスで活躍したドイツ生まれの作曲家である。ヘンデルが活躍したのは主にオペラやオラトリオの分野であり、これらはつねに当時流行のスタイルで書かれていた。オペラ作品は概してイタリアオペラの書法に則ってはいたが、序曲や舞曲に関してはフランス風の音楽の影響も見られる。美しく、わかりやすいメロディーでロンドン市民に大いに親しまれたが、パーセルに見られたようなイギリス独特の要素はほとんど見られなかった。
また、これらの諸国以外にも、チェコのボフスラフ・チェルノホルスキー（1684年 - 1742年）やオランダのウィレム・デ・フェッシュ（1687年 - 1761年）、スウェーデンのユーハン・ヘルミク・ルーマン（1694年 - 1758年）のように、ヨーロッパ周辺の諸国にも個性的な活動を繰り広げた後期バロックの音楽家たちがいる。

## 忘却と再生
バロック音楽から古典派音楽への推移を、対位法的なものからホモフォニックなものへの転換と見るならば、バロック音楽それ自体が同様の推移をたどっており、バロック音楽といわゆる古典派音楽の境界を明確に線引きする事は難しい。連続的な趣味の変化に伴い、過去の遺物としてみなされるようになったバロック時代の音楽は18世紀後半の時点ではすでにほぼ完全に忘却されたと見られている。
しかし、やがてロマン派期に入ると、メンデルスゾーンによるバッハのマタイ受難曲の「再発見」に象徴されるように、再びバロック時代の音楽へと関心が向けられるようになり、作品にバロック風の味付けを施す作曲家も現れた（たとえばブラームスやフランクなど）。
19世紀末から20世紀の音楽家たちも、バロック期の音楽に興味を抱き、その形式の一部を模倣するような作曲を行なった（たとえばグリーグの「ホルベアの時代から」、ドビュッシーの「ラモー賛 Hommage à Rameau」、ラヴェルの「クープランの墓 Le tombeau de Couperin」、レーガーの一連の作品、マーラーの交響曲第7番など）。
20世紀前半を通してバロック音楽への関心は持続された。新古典主義音楽の時期にはストラヴィンスキーやプーランクらがバロックを模した楽曲を発表した。やがて、バロック時代には現代とは異なる楽器が使用されていた事が、特に鍵盤楽器に関して注目を引き、チェンバロの復興が行われたが、当初は、チェンバロへの様々な誤解がある上に、ピアノ製造の技術を流用して作られた事などからこれらは今日では（逆説的にも）モダン・チェンバロなどと呼ばれている（チェンバロの歴史を参照）。
1970年代から、バロック（以前）の音楽の演奏に際しては、博物館や個人の収集で残されている同時代の楽器（オリジナル楽器）や、それらの楽器の忠実なレプリカ（ヒストリカル楽器）を使用し、同時代の文献などによって奏法研究を行うことで徹底的にバロック期の音楽を再現しようとする動きが活発になった。このような潮流を古楽運動とよび、このような観点で用いられるオリジナル楽器やヒストリカル楽器を古楽器と呼ぶ。管弦楽曲に関しても、大編成のオーケストラではなく小規模なアンサンブルを用いることが多い。
一方、グレン・グールドのピアノによるJ.S.バッハ録音に代表されるように、近現代の楽器でバロックが演奏される機会も多い。
シンセサイザーなどの電子楽器を使ったりポピュラー音楽に転用される例もある。パッヘルベルの「カノン」におけるコード進行（D-A-Bm-F#m-G-D-G(Em/G)-A、いわゆる大逆循環）は俗に「カノン進行」、「カノンコード」とも呼ばれ、最も良く知られた進行の一つである。アフロディテス・チャイルドの「雨と涙 (Rain and Tears)」を皮切りに、ポピュラー音楽、特にJ-POPでの引用例は枚挙に暇がない（山下達郎「クリスマス・イヴ」やZARD「負けないで」など多数）。
また、ディープ・パープルやレインボーのギタリストとして知られるリッチー・ブラックモアはクラシック音楽の素養があり、ブルース一辺倒だったロックにクラシック要素を積極的に持ち込んだ。代表曲「ハイウェイ・スター」「紫の炎」ではＪ・S・バッハの楽曲を引用している。彼に触発されたランディ・ローズやイングヴェイ・マルムスティーンらもクラシックの教育を受けており、やはりバッハからの影響を受けている。これらバロック音楽とロックの融合は、ヘヴィメタルの様式美的な特徴を決定づける多大な影響を残した。